# Kaspar Steger
Kaspar Steger (* 27. Februar 1780 in Flachau; † 26. März 1860 in Seekirchen am Wallersee) war ein österreichischer Hauptmann der Radstädter Schützen im Abwehrkampf gegen die französisch-bayerischen Truppen 1809. Unter seiner Führung gelang es in den Koalitionskriegen, die napoleonischen Truppen bis Kuchl zurückzudrängen.